# Stadium Arcadium
Pour les articles homonymes, voir Stadium.
Albums de Red Hot Chili Peppers
By the Way
(2002) I'm with You
(2011)
Singles
1. Dani California
Sortie : 3 avril 2006
2. Tell Me Baby
Sortie : 18 juillet 2006
3. Snow (Hey Oh)
Sortie : 20 novembre 2006
4. Desecration Smile
Sortie : 12 février 2007
5. Hump de Bump
Sortie : 7 avril 2007

Stadium Arcadium est le neuvième album studio du groupe de rock américain Red Hot Chili Peppers. Il sort le 5 mai 2006, distribué par le label Warner Bros. Il s'agit du cinquième album consécutif produit par Rick Rubin, qui accompagne le groupe depuis 1991. Il contient cinq singles : Dani California, Tell Me Baby, Snow (Hey Oh), Desecration Smile et Hump de Bump, ainsi que le tout premier clip officiel réalisé par des fans pour la chanson Charlie. L'album est numéro 1 des ventes aux États-Unis, pour la première fois dans la carrière du groupe.
Initialement conçu pour être une trilogie d'albums devant sortir à 6 mois d'intervalle, il devient finalement un double album composé de 28 chansons, le premier CD a pour nom Jupiter et le deuxième Mars. Il s'agit du dernier album où John Frusciante officie comme guitariste avant de quitter le groupe une seconde fois en 2009, pour finalement revenir en 2019avec deux double albums, Unlimited Love et Return of the Dream Canteen.
Stadium Arcadium reçoit de très bonnes critiques, notamment pour avoir su intégrer les différents genres musicaux sur lesquels le groupe s'est construit. Sur 7 nominations, l'album reçoit 4 Grammy Award en 2007 dont Meilleur Album Rock. En 24 ans, jamais le groupe n'avait reçu autant de récompenses ni de nominations. Le chanteur Anthony Kiedis attribue le succès de l'album à une nouvelle dynamique de groupe, où chaque membre trouve sa place pour contribuer à l'écriture de l'album.

## Enregistrement
Le groupe commence à travailler sur l'album en septembre 2004, aux côtés du producteur Rick Rubin
La répétition et l'enregistrement de l'album se déroulent au manoir The Mansion, où ils avaient déjà enregistré leur album Blood Sugar Sex Magik en 1991.
La bâtisse a la réputation d'être hantée et le guitariste John Frusciante se souvient qu'« il y avait des êtres d'une intelligence supérieure contrôlant ce que je faisais et je ne savais pas comment le dire ou l'expliquer... Il était très clair pour moi que la musique émanait d'ailleurs que moi ». Quant au chanteur Anthony Kiedis, il souligne que « tout le monde était de bonne humeur. Il y avait très peu de tensions, d'anxiété, de bizarrerie et tous les jours, nous venions dans ce lieu funky de la vallée et tout le monde se sentait plus à l'aise que jamais à l'idée de présenter ses idées ». Le groupe a d'abord pour projet de créer un « album à l'ancienne façon Meet the Beatles! » et de garder une douzaine de chansons pour en faire « une œuvre d'art modeste, digestible ». Ils finissent par composer trente-huit nouvelles chansons, toutes produites par Rick Rubin.
Le premier single s'intitule Dani California. Celui-ci s'inscrit dans la continuité de Californication et By the Way, chanson dans laquelle le personnage fictif de Dani, une Californienne, était déjà présent.
La chanson Especially in Michigan est un hommage à la région natale d'Anthony Kiedis et de Chad Smith.

## Performance commerciale
Stadium Arcadium est vendu à 442 000 copies aux États-Unis dès les premières semaines après sa sortie, et devient immédiatement no 1 du Billboard 200, une première dans l'histoire du groupe. Le single Dani California reste no 1 au classement Billboard Alternative Songs durant 14 semaines consécutives, devenant ainsi l'une des trois seules chansons dans l'histoire de ce classement à débuter no 1.

## Réception critique
L'album reçoit une majorité de critiques favorables de la part de la presse spécialisée comme des fans. Le groupe recevra, pour la seule fois de son histoire, 4 Grammy Awards différents pour cet album : Meilleur album rock, Meilleure prestation vocale rock par un groupe ou un duo, Meilleure chanson rock pour Dani California, Meilleur Coffret ou Coffret Spécial Edition Limitée.
Le mastering de Vlado Meller sur la version CD est critiqué par les audiophiles comme étant un produit issu de la guerre du son, avec un usage intensif de la compression dynamique et du clipping. À l'inverse, le mastering de Steve Hoffman et Kevin Gray sur la version vinyle est loué pour sa qualité.

## Tour
En mai 2006, le groupe annonce une tournée européenne jusqu'en juillet, suivie de vingt-six dates en Amérique du Nord d'août à novembre. Josh Klinghoffer est invité comme musicien additionnel en 2007. Ami et fidèle collaborateur de John Frusciante, il le remplacera au poste de guitariste lorsque Frusciante quittera le groupe en 2009, jusqu'à son retour en 2019. Un sondage en ligne du magazine Rolling Stone l'élira "tournée estivale la plus attendue". Le groupe The Mars Volta, dont le guitariste Omar Rodrigez-Lopez est également un ami et proche collaborateur de Frusciante, assure les premières parties, comme c'était déjà le cas sur certaines dates de la tournée précédente.

## Design

### Pochette
L'artiste Storm Thorgerson, connu pour avoir travaillé aux côtés de nombreux artistes tels que Pink Floyd, T. Rex, Audioslave, The Mars Volta et Muse, est invité à réaliser la pochette de l'album. Il fait au moins trois propositions qui sont finalement rejetées au profit du design actuel, comprenant le lettrage jaune sur fond bleu étoilé.
Thorgerson dénonce publiquement ce choix en déclarant : « Pour la pochette de Stadium Arcadium, ils ont choisi le titre dans un lettrage « Superman » déjà démodé en soi, plus quelques planètes autour et c'était fait ! C'était banal, ennuyeux et peu original, au total opposé de la musique qui est colorée, éclectique, imaginative, positive et infiniment inventive. Je ne suis pas enclin à critiquer publiquement le travail des autres car j'y vois peu d'intérêt, mais là c'est personnel, que les Peppers refusent mes propositions en faveur de graphismes sans audace. Comment ont-ils pu ? ».
À l'intérieur figure une photographie du groupe en costume de quaterbacks, reprenant la pochette Odds & Sods de The Who.
Comme en 1991 pour l'album Blood Sugar Sex Magik, le groupe fait à nouveau appel à Gus Van Sant en tant que photographe et directeur artistique.

### Coffret
L'album sort dans une édition limitée comprenant une pochette en 3D et un coffret contenant un livre de vingt-huit pages, un dessus en bois, des notes et illustrations par chacun des membres, ainsi qu'un DVD comprenant le clip et le making of de "Dani California" et des interviews du groupe sur chacune des chansons. Le coffret est désormais en rupture de stock. En 2007, cette édition gagne le Grammy Award du Meilleur Coffret ou Coffret Spécial Edition Limitée.

## Fiche technique
Les crédits sont issus du livret inclus dans la pochette du disque.

### Liste des titres
Toutes les chansons sont écrites et composées par Anthony Kiedis, Flea, John Frusciante et Chad Smith.
| 1.  | Dani California (3 avril 2006)     | 4:42 |
| 2.  | Snow ((Hey Oh)) (20 novembre 2006) | 5:35 |
| 3.  | Charlie                            | 4:38 |
| 4.  | Stadium Arcadium                   | 5:15 |
| 5.  | Hump de Bump (7 avril 2007)        | 3:33 |
| 6.  | She's Only 18                      | 3:25 |
| 7.  | Slow Cheetah                       | 5:20 |
| 8.  | Torture Me                         | 3:44 |
| 9.  | Strip My Mind                      | 4:19 |
| 10. | Especially In Michigan             | 4:00 |
| 11. | Warlocks                           | 3:26 |
| 12. | C'mon Girl                         | 3:49 |
| 13. | Wet Sand                           | 5:10 |
| 14. | Hey                                | 5:40 |

| 1.  | Desecration Smile (12 février 2007) | 5:00 |
| 2.  | Tell Me Baby (18 juillet 2006)      | 4:08 |
| 3.  | Hard To Concentrate                 | 4:00 |
| 4.  | 21st Century                        | 4:22 |
| 5.  | She Looks To Me                     | 4:06 |
| 6.  | Readymade                           | 4:30 |
| 7.  | If                                  | 2:52 |
| 8.  | Make You Feel Better                | 3:52 |
| 9.  | Animal Bar                          | 5:25 |
| 10. | So Much I                           | 3:44 |
| 11. | Storm In A Teacup                   | 3:45 |
| 12. | We Believe                          | 3:35 |
| 13. | Turn It Again                       | 6:05 |
| 14. | Death of a Martian                  | 4:25 |

| A1. | Dani California (3 avril 2006)      | 4:42 |
| A2. | Snow ((Hey Oh)) (20 novembre 2006)  | 5:35 |
| A3. | Charlie                             | 4:38 |
| B1. | Stadium Arcadium                    | 5:15 |
| B2. | Hump de Bump (7 avril 2007)         | 3:33 |
| B3. | She's Only 18                       | 3:25 |
| B4. | Slow Cheetah                        | 5:20 |
| C1. | Torture Me                          | 3:44 |
| C2. | Strip My Mind                       | 4:19 |
| C3. | Especially In Michigan              | 4:00 |
| C4. | Warlocks                            | 3:26 |
| D1. | C'mon Girl                          | 3:49 |
| D2. | Wet Sand                            | 5:10 |
| D3. | Hey                                 | 5:40 |
| A1. | Desecration Smile (12 février 2007) | 5:00 |
| A2. | Tell Me Baby (18 juillet 2006)      | 4:08 |
| A3. | Hard To Concentrate                 | 4:00 |
| B1. | 21st Century                        | 4:22 |
| B2. | She Looks To Me                     | 4:06 |
| B3. | Readymade                           | 4:30 |
| B4. | If                                  | 2:52 |
| C1. | Make You Feel Better                | 3:52 |
| C2. | Animal Bar                          | 5:25 |
| C3. | So Much I                           | 3:44 |
| C4. | Storm In A Teacup                   | 3:45 |
| D1. | We Believe                          | 3:35 |
| D2. | Turn It Again                       | 6:05 |
| D3. | Death of a Martian                  | 4:25 |

#### Titres additionnels
| No  | Titre                  | présent sur                 | Durée |
| --- | ---------------------- | --------------------------- | ----- |
| 1.  | Havana Affair          | bonus iTunes                | 2:19  |
| 2.  | Million Miles of Water | face B de Dani California   | 4:03  |
| 3.  | Whatever We Want       | face B de Dani California   | 4:47  |
| 4.  | Lately                 | face B de Dani California   | 2:55  |
| 5.  | Joe                    | face B de Desecration Smile | 3:54  |
| 6.  | Save This Lady         | face B de Desecration Smile | 4:19  |
| 7.  | A Certain Someone      | face B de Tell Me Baby      | 2:25  |
| 8.  | Mercy, Mercy           | face B de Tell Me Baby      | 4:01  |
| 9.  | Lyon 06.06.06          | face B de Tell Me Baby      | 3:53  |
| 10. | Funny Face             | face B de Snow ((Hey Oh))   | 4:46  |
| 11. | I'll Be Your Domino    | face B de Snow ((Hey Oh))   | 3:55  |
| 12. | Permutation (Live)     | face B de Snow ((Hey Oh))   | 3:43  |
| 13. | An Opening (Live)      | face B de Hump de Bump      | 4:01  |

### Interprètes
- Anthony Kiedis – chant
- Flea – guitare basse, trompette
- John Frusciante – guitare électrique, guitare acoustique, claviers, synthétiseurs, mellotron, chœurs
- Chad Smith – batterie, percussions

#### Musiciens additionnels
- Lenny Castro – percussions additionnelles
- Paulinho da Costa – percussions additionnelles
- Michael Bulger – trombone (piste 13 sur Mars)
- Richard Dodd – violoncelle (piste 5 sur Mars)
- Emily Kokal – chœurs (piste 1 sur Mars)
- Billy Preston – clavinet (piste 11 sur Jupiter)
- Omar Rodríguez-López – guitare électrique (piste 10 sur Jupiter)
- Brad Warnaar – cor d'harmonie (piste 4 sur Jupiter)
- Natalie Baber – choriste (piste 12 sur Mars)
- Mylissa Hoffman – choriste (piste 12 sur Mars)
- Alexis Izenstark – choriste (piste 12 sur Mars)
- Spencer Izenstark – choriste (piste 12 sur Mars)
- Dylan Lerner – choriste (piste 12 sur Mars)
- Kyle Lerner – choriste (piste 12 sur Mars)
- Gabrielle Mosbe – choriste (piste 12 sur Mars)
- Monique Mosbe – choriste (piste 12 sur Mars)
- Sophia Mosbe – choriste (piste 12 sur Mars)
- Isabella Shmelev – choriste (piste 12 sur Mars)
- Landen Starman – choriste (piste 12 sur Mars)
- Wyatt Starkman – choriste (piste 12 sur Mars)

### Équipe de production
- Rick Rubin – production
- Lindsay Chase – coordinateur de production
- Andrew Scheps – mixage (pistes 1, 2, 7, 8, 10, 11 et 14 sur Jupiter, pistes 3, 7, 10, 12 à 14 sur Mars) et enregistrement
- Jason Gossman – assistant mixage (pistes 1, 2, 7, 8, 10, 11 et 14 sur Jupiter, pistes 3, 7, 10, 12 à 14 sur Mars)
- Ryan Hewitt – mixage (pistes 3 à 6, 9, 12 et 13 sur Jupiter, pistes 1, 2, 4 à 6, 8, 9 et 11 sur Mars) et enregistrement
- Sarah Killion – assistant mixage (pistes 3 à 6, 9, 12 et 13 sur Jupiter, pistes 1, 2, 4 à 6, 8, 9 et 11 sur Mars)
- Mark Linette – enregistrement
- Philip Broussard – assistant enregistrement
- Anthony Zamora – assistant enregistrement
- Dana Nielsen – ingénieur du son
- Jason Lader – ingénieur du son
- Chris Holmes – ingénieur du son
- Kevin Gray – mastering (vinyle)
- Steve Hoffman – mastering (vinyle)
- Vlado Meller – mastering (CD)
- Jon Cohan – technicien (batterie)
- Dave Lee – technicien (guitare)

### Direction artistique
- Matt Taylor – direction artistique et design
- Gus Van Sant – photographe
- Michael Muller – photographe
- Shane Jackson – assistant photographe

## Dates de sortie
| Pays             | Date        | Format |
| ---------------- | ----------- | ------ |
| Allemagne        | 5 mai 2006  | CD     |
| Royaume-Uni      | 8 mai 2006  | CD     |
| Australie        | 9 mai 2006  | CD     |
| Canada           | 9 mai 2006  | CD     |
| Japon            | 9 mai 2006  | CD     |
| Pologne          | 9 mai 2006  | CD     |
| États-Unis       | 9 mai 2006  | CD     |
| Nouvelle-Zélande | 15 mai 2006 | CD     |

## Charts
| Classement musical                 | Meilleure position |
| ---------------------------------- | ------------------ |
| Allemagne (Media Control AG)       | 1                  |
| Australie (ARIA)                   | 1                  |
| Autriche (Ö3 Austria Top 40)       | 1                  |
| Belgique (Flandre Ultratop)        | 1                  |
| Belgique (Wallonie Ultratop)       | 2                  |
| Canada (Canadian Albums)           | 1                  |
| Danemark (Tracklisten)             | 1                  |
| Espagne (Promusicae)               | 2                  |
| États-Unis (Billboard 200)         | 1                  |
| États-Unis (Top Rock Albums)       | 1                  |
| Finlande (Suomen virallinen lista) | 1                  |
| France (SNEP)                      | 1                  |
| Grèce (IFPI)                       | 1                  |
| Irlande (IRMA)                     | 1                  |
| Italie (FIMI)                      | 1                  |
| Nouvelle-Zélande (RIANZ)           | 1                  |
| Norvège (VG-lista)                 | 1                  |
| Pays-Bas (Mega Album Top 100)      | 1                  |
| Pologne (ZPAV)                     | 1                  |
| Portugal (AFP)                     | 5                  |
| Royaume-Uni (UK Albums Chart)      | 1                  |
| Royaume-Uni (Rock & Metal Albums)  | 1                  |
| Suède (Sverigetopplistan)          | 1                  |
| Suisse (Schweizer Hitparade)       | 1                  |

| Pays                     | Ventes      | Certifications |
| ------------------------ | ----------- | -------------- |
| Allemagne (BVMI)         | 600 000 +   | 3 × Platine    |
| Australie (ARIA)         | 210 000 +   | 3 × Platine    |
| Autriche (IFPI Autriche) | 30 000 +    | Platine        |
| Belgique (BEA)           | 50 000 +    | Platine        |
| Brésil (ABPD)            | 60 000 +    | Platine        |
| Canada (Music Canada)    | 400 000 +   | 4 × Platine    |
| États-Unis (RIAA)        | 3 000 000 + | 3 × Platine    |
| Finlande (IFPI-FIN)      | 21 159 +    | Or             |
| France (SNEP)            | 300 000 +   | Platine        |
| Italie (FIMI)            | 40 000 +    | Or             |
| Pologne (ZPAV)           | 20 000 +    | Platine        |
| Royaume-Uni (BPI)        | 600 000 +   | 2 × Platine    |
| Suède (GLF)              | 30 000 +    | Or             |
| Suisse (IFPI Suisse)     | 60 000 +    | 2 × Platine    |